# Claudionor Gonçalves da Silva
Claudionor Gonçalves da Silva (Rio de Janeiro, 1 januari 1899 - aldaar, 24 juli 1931) was een Braziliaanse voetballer, bekend onder zijn spelersnaam Nonô. 

## Biografie
Hij begon zijn carrière bij Palestra Itália en maakte in 1920 de overstap naar Flamengo, waar hij een clubicoon zou worden. Met Flamengo won hij vier keer het Campeonato Carioca en werd er drie keer topschutter van de competitie.
Hij speelde één interland voor Brazilië op het Zuid-Amerikaanse kampioenschap van 1921. 